# Richárd Guzmics
Richárd Guzmics (* 16. April 1987 in Szombathely) ist ein ungarischer ehemaliger Fußballspieler. Der Abwehrspieler spielte von 2014 bis Januar 2017 beim polnischen Erstligisten Wisła Krakau. Im Januar wechselte er nach China zu dem chinesischen Erstligisten Yanbian Funde. Seit 2012 spielt Guzmics mit einer längeren Unterbrechung für die ungarische Fußballnationalmannschaft.

## Karriere

### Verein
Im Sommer 2005 wechselte Guzmics aus der U-19 in die 1. Mannschaft von Haladás Szombathely. Er spielte neun Jahre für den Verein. Ab der Spielzeit 2008/09 sogar in der höchsten ungarischen Liga, der Nemzeti Bajnokság. Er konnte mit Haladás Szombathely auch sein Debüt im Internationalen Vereinsfußball feiern. Nach erreichen des 3. Platzes in der Vorsaison, nahm er mit dem Verein an der Qualifikation zur UEFA Europa League 2009/10 teil. Guzmics absolvierte bis zum Ausscheiden in der 2. Runde, alle Spiele. Im Jahr 2014 verließ er den Verein.
Im September 2014 wechselte er nach Polen zu Wisła Krakau. Sein Debüt in der Ekstraklasa der höchsten polnischen Spielklasse, gab er am 28. September 2014. Bei der 0:1-Niederlage gegen KS Cracovia am 10. Spieltag stand er über 90 Minuten auf dem Feld. Die Saison 2015/16 beendete Krakau als beste Mannschaft der Abstiegsrunde. Guzmics wechselte im Januar 2017 zu dem chinesischen Yanbian Funde.

### Nationalmannschaft
Guzmics spielte für die U-19 und U-21 von Ungarn. Sein Debüt in der A-Nationalmannschaft gab er am 14. November 2012, beim Freundschaftsspiel gegen Norwegen. Er kam in der 74. Spielminute beim Stand von 0:1 für Kapitän Roland Juhász in die Partie. Das Spiel wurde mit 0:2 verloren. Nachdem er 2013 zu sechs weiteren Einsätzen, darunter vier Spielen in der Qualifikation für die WM 2014, musste er anschließend fast zwei Jahre auf seinen nächsten Einsatz warten. Am 4. September 2015 kam er im ersten Spiel unter dem neuen Nationaltrainer Bernd Storck wieder zum Einsatz. Beim EM-Qualifikationsspiel gegen Rumänien wurde er wie bei seinem ersten Spiel für Juhász eingewechselt, diesmal aber bereits nach 25 Minuten. Drei Tage später erzielte er beim 1:1 gegen Nordirland in der 74. Minute den 1:0-Führungstreffer. Die Ungarn mussten aber in der Nachspielzeit noch den Ausgleich hinnehmen. Er kam dann auch in den Playoffs gegen Norwegen zum Einsatz, mit denen sich Ungarn nach 44 Jahren wieder für eine EM-Endrunde qualifizierte, wobei er in beiden Spielen über 90 Minuten spielte.
Am 9. Mai wurde er in den vorläufigen EM-Kader berufen und am 31. Mai auch für den endgültigen Kader berücksichtigt. Nach der Kadernominerung kam er im letzten Testspiel bei der 0:2-Niederlage gegen Weltmeister Deutschland zu einem 90-minütigen Einsatz. Im Turnier gehörte er zur Stammmannschaft und bestritt alle Partien über die volle Spielzeit. Ungarn erreichte das Achtelfinale und schied gegen Belgien aus.

## Erfolge
- Aufstieg aus der Nemzeti Bajnokság II in die Nemzeti Bajnokság: 2007/2008